# Chū Kudō

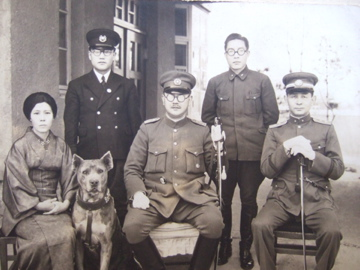
Chū Kudō (assis au centre) et sa famille.

Chū Kudō (工藤忠), de son vrai nom Tetsusaburō Kudō (工藤鉄三郎), né le 10 décembre 1882 à Itayanagi au Japon et décédé à l'âge de 83 ans le 18 décembre 1965, est un aventurier japonais qui fut homme politique au Mandchoukouo et lieutenant-général dans l'armée impériale du Mandchoukouo.

## Biographie
Né à Itayanagi dans la préfecture d'Aomori, Kudō est le troisième fils d'un riche fermier nommé Bun'emon Obata. Il s'intéresse beaucoup à l'actualité du continent et quitte le Japon après avoir terminé ses études secondaires au lycée Kinjō Gakuen. Ayant quitté une école professionnelle en 1903, il se jette de lui-même dans les troubles révolutionnaires de Chine. Dans ses autobiographies, il raconte de nombreuses anecdotes fantaisistes de ses débuts dans ce pays dont quelques-unes où il prétend avoir traversé le détroit de Tartarie gelé afin de rejoindre des bandits du nord de la Chine et tenter de faire sauter la ligne de chemin de fer d'un seigneur de guerre.
Même s'il ne possède aucun statut militaire officiel, il parvient à intégrer l'armée impériale du Mandchoukouo en tant que lieutenant-général en 1932 grâce aux espions Kenji Doihara et Yoshiko Kawashima, et devient en même temps chambellan et aide de camp de l'empereur du Mandchoukouo. Sentant qu'un nom chinois est plus approprié pour travailler en Chine, Tetsusaburō Kudō en parle à l'empereur Puyi et reçoit le nom de Chū (忠).
Toujours disposé à aider ses compatriotes d'Aomori, sa maison de Xinjing (actuelle Changchun) est surnommée la « maison rōnin ». En 1942, il rencontre en secret Fumimaro Konoe et d'autres membres importants du gouvernement japonais qui espèrent en finir rapidement avec la guerre sino-japonaise et conclure un armistice avec le Kuomintang.
En tant que haut-gradé militaire et officiel impérial, Kudō accompagne Puyi partout et offre ses conseils. Même si celui-ci a le titre d'« empereur », il n'est en réalité qu'une marionnette de l'armée japonaise du Guandong. Il a néanmoins une grand confiance en Kudō et écrit à son sujet dans ses mémoires La première partie de ma vie (我的前半生) : « Il parlait toujours en ma faveur. Il m'expliquait même en secret être mécontent de l'armée du Guandong. Une fois lorsque la couleur de mon thé semblait étrange, j'étais sur le point de le faire examiner pensant que quelqu'un l'avait empoisonné. Kudō prit la tasse de thé et bu tout d'un seul trait. Après être devenu empereur, il était le seul Japonais à m'appeler « Sa Majesté l'empereur » et lorsqu'il était mécontent de la tyrannique armée du Guandong, il me disait croire que je pouvais restaurer l'honneur de la dynastie Qing. La loyauté dont il fit preuve n'avait certainement rien à envier aux autres serviteurs modèles, alors je lui ai donné le nom de Chū [Loyal] et l'ai traité comme un membre de ma famille. Il pleura avec beaucoup d'émotion et jura de m'être toujours fidèle jusqu'à sa mort  ».
Le 26 juillet 2007, la maison d'enfance de Kudō est nommée site historique. Elle contient, entre autres choses, des vêtements d'époque et des photographies avec l'empereur du Mandchoukouo.

## Référence
- (en) Cet article est partiellement ou en totalité issu de l’article de Wikipédia en anglais intitulé « Chū Kudō » (voir la liste des auteurs).

1. ↑  Puyi, From Emperor to Citizen, Volume 1